# Orchesia micans
Orchesia micans is een keversoort uit de familie zwamspartelkevers (Melandryidae). De wetenschappelijke naam van de soort werd in 1794 gepubliceerd door Georg Wolfgang Franz Panzer.